# أليكس ريني
أليكس ريني (بالإنجليزية: Alex Rennie)‏ (27 سبتمبر 1948 في المملكة المتحدة - 4 مارس 2018) هو مدرب كرة قدم ولاعب كرة قدم بريطاني في مركز الدفاع. لعب مع دندي يونايتد وسانت جونستون ونادي ستيرلينغ ألبيون.

## وصلات خارجية
- أليكس ريني على موقع قاعدة بيانات كرة القدم.إي يو (الإنجليزية)